# Rashid Jahan
Rashid Jahan (née le 25 août 1905 et morte en 1952) est un écrivain indien qui a inauguré une nouvelle ère de littérature ourdoue écrite par des femmes. Elle a écrit des nouvelles et des pièces de théâtre, mais est surtout connue pour sa participation à l'explosif « Angaaray » (1931), un recueil de nouvelles révolutionnaires et non conventionnelles écrites par de jeunes auteurs ourdous comme Sajjad Zaheer et Ahmed Ali.